# Tychnowy

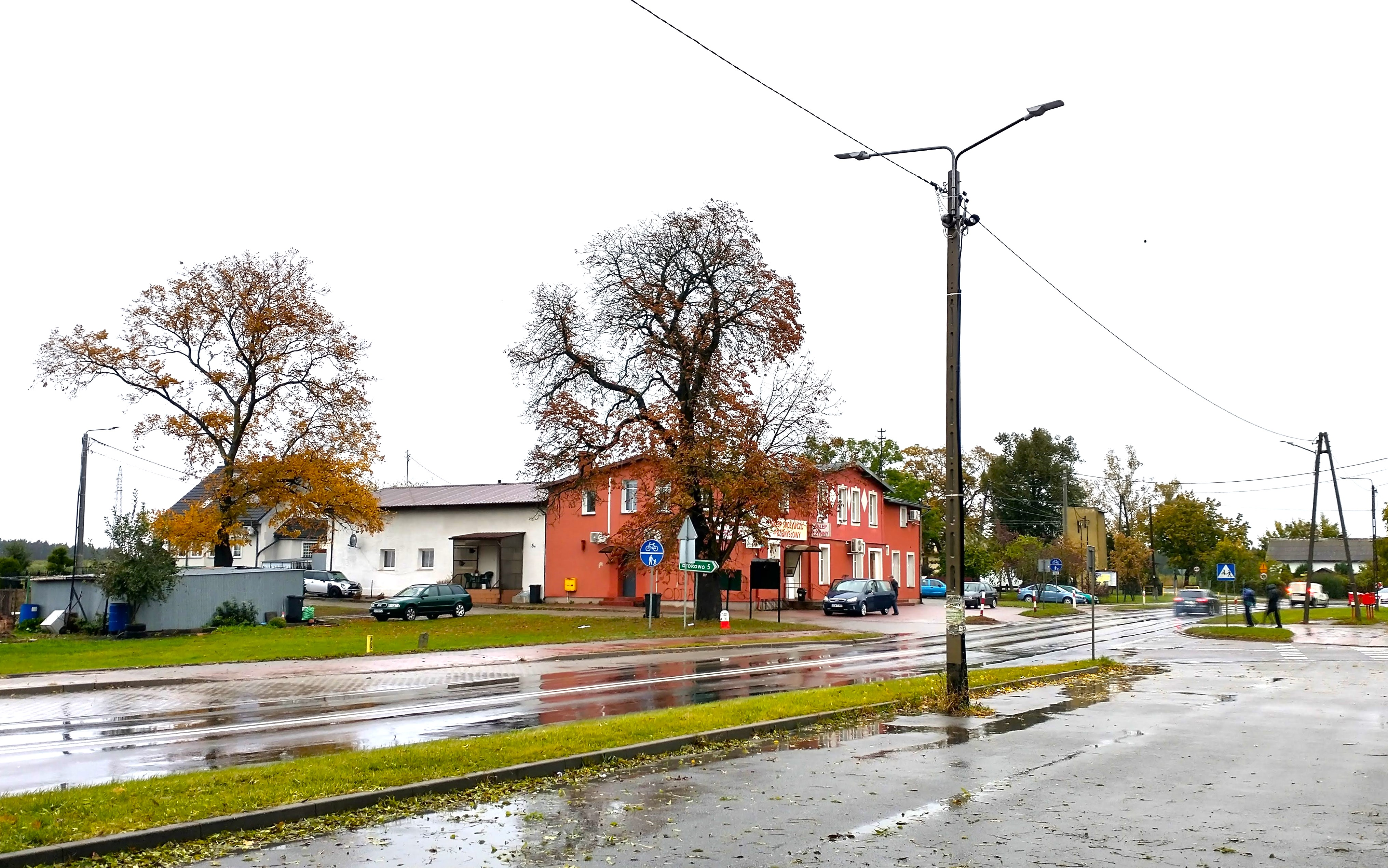
Fragment centrum wsi

Tychnowy (niem.  Tiefenau) – wieś w Polsce położona w województwie pomorskim, w powiecie kwidzyńskim, w gminie Kwidzyn przy drodze krajowej nr .
Wieś szlachecka położona była w II połowie XVI wieku w województwie malborskim. W latach 1945–1954 roku miejscowość była siedzibą gminy Tychnowy. Po reformie administracyjnej z 1954 r. gmina Tychnowy została zdegradowana do poziomu gromady i w takiej postaci przetrwała do 1973 roku. W latach 1975–1998 miejscowość administracyjnie należała do województwa elbląskiego.

## Historia
Po drugim pokoju toruńskim (1466 rok) kończącym wojnę trzynastoletnią dobra tychnowskie znalazły się w województwie malborskim Prus Królewskich i były w rękach szlachty polskiej. W 1920 roku podczas przegranego przez Polaków plebiscytu na Powiślu miejscowa ludność opowiedziała się w 59,09% za Polską. Mimo opcji propolskiej mieszkańców, wieś pozostała na obszarze Niemiec. W okresie międzywojennym Tychnowy stanowiły silny ośrodek polskości na terenie niemieckiej części Powiśla. Działały tu polski bank, czytelnia, biblioteka i niedzielna szkółka polska prowadzona przez ks. Piotra Baranowskiego.
Do 1 grudnia 1916 we wsi znajdował się przystanek kolejowy.

### Szkoła podstawowa
Zaraz po zakończeniu II wojny światowej szkółka niedzielna została przekształcona w 7-klasową szkołę podstawową. Pierwszym kierownikiem szkoły był Leon Gierasimowicz, zaś pierwszy rok szkolny 1945/46 rozpoczął się 4 września 1945 roku. Wówczas szkoła była ulokowana w dwóch budynkach poniemieckich, tzw. górnym (położonym na pagórku) oraz dolnym (w latach 1952-1958 znajdowało się tam dodatkowo przedszkole). W latach 1969–1971 dokonano rozbudowy szkoły o tzw. łącznik, który połączył oba budynki szkoły i zapewnił miejsce na zajęcia lekcyjne dla dodatkowej 8 klasy w związku z reformą oświaty z 1961 roku. W latach 1991–1994 dokonano kolejnej przebudowy szkoły wraz z oddaniem do użytku nowej hali gimnastycznej z szatniami w 1993 roku. W 2015 r. w drodze uchwały Rady Gminy Kwidzyn, na wniosek społeczności szkolnej, szkoła otrzymała imię Marii Kotlarz, zasłużonej dla szkoły i lokalnej społeczności nauczycielki, będącej też kierowniczką szkoły w latach 1950-1975 oraz prawo do posiadania sztandaru. Obecnie dyrektorem szkoły jest dr Maciej Manowski.

## Zabytki
Według rejestru zabytków NID na listę zabytków wpisany jest zespół kościoła parafialnego:
- kościół pw. św. Jerzego i Opatrzności Bożej, poł. XIV, 1600, nr rej.: A-265 z 9.12.1961
- cmentarz przy kościele, grzebalny, nr rej.: A-265 z 7.07.1998
- brama cmentarna, 2 poł. XIX w., nr rej.: j.w.
- kapliczka pw. św. Rocha, 1853 r., nr rej.: j.w.

Murowany, gotycki kościół pochodzi z XIV w., przebudowany na przełomie XVI/XVII w. (powstało wówczas obecne sklepienie gwiaździste i wsporniki z herbami rodów polskich). Wieża kościelna oraz kruchta pochodzą z 1869. We wnętrzu gotycka granitowa chrzcielnica, zabytkowe malowane drzwi drewniane, chór muzyczny z polichromiami z XVIII w i tegoż wieku ołtarze. Odkryto też gotyckie freski.